# Carex vulcani
Carex vulcani — вид трав'янистих рослин з родини осокові (Cyperaceae), ендемік Азорських островів.

## Поширення
Ендемік Азорських островів (острови Фаял, Флорес, Сан-Жорже, Сан-Мігель, Терсейра, Піку).